# Reagan - Un presidente sotto i riflettori
Reagan - Un presidente sotto i riflettori (Reagan) è un film del 2024 diretto da Sean McNamara.
Basato sul libro The Crusader: Ronald Reagan and the Fall of Communism di Paul Kengor (2006), il film racconta la vita di Ronald Reagan dalla sua infanzia fino ai suoi anni come presidente degli Stati Uniti, dal punto di vista di un anziano russo, ex agente del KGB.

## Trama
Viktor Ivanov, ex agente del KGB, racconta la vita di Ronald Reagan al giovane connazionale Andrei Novikov. Dopo aver vissuto l'infanzia nell'Illinois, Reagan intraprende la carriera di attore cinematografico; ma, in seguito, abbraccia la politica attiva. Egli diventa il 33º governatore della California e poi il 40º presidente degli USA.

## Produzione
Le riprese del film sono iniziate il 9 settembre 2020 e sono state realizzate principalmente in Oklahoma.

## Promozione
Il primo trailer del film è stato diffuso il 24 maggio 2024.

## Distribuzione
Nel marzo 2024 è stato annunciato che la casa produttrice ShowBiz Direct avrebbe distribuito il film nelle sale statunitensi dal 30 agosto 2024.

## Accoglienza

### Incassi
Il film ha incassato poco più di 30,1 milioni di dollari.

### Critica
Su Rotten Tomatoes 68 critici esprimono un gradimento del 18%, con un voto medio di 4/10; su Metacritic il voto medio di 20 critici è 22/100.